# Holger Drachmann (dokumentarfilm)
Holger Drachmann er en dansk dokumentarfilm fra 1906.

## Handling
Tirsdag den 9. oktober 1906 havde Holger Drachmann 60-års fødselsdag. Dagen efter, den 10. oktober, blev begivenheden festligholdt i hallen på Københavns Rådhus, og der var fakkeltog på pladsen foran. Disse optagelser er fra den 9. oktober, hvor Holger Drachmann ses foran sit hjem i Puggaardsgade 7, hilsende på gratulanter, der ankommer i bil.

## Medvirkende
- Holger Drachmann